# نظارات شمسية في الليل (اغنية)
نظارة شمسية في الليل هي أغنية للمغني الكندي كوري هارت. تم إصدارها في عام 1984 كأول أغنية منفردة من ألبومه الأول، 1983 First Offense ، لاقت الأغنية نجاح كبير في الولايات المتحدة، ووصلت إلى المرتبة السابعة على قائمة بيلبورد هوت 100. تجمع الأغنية بين خطاف مُركِّب ثابت ومميز صوت تتابعي وجيتار الروك وكلمات غامضة. وصفتها أول ميوزيك منذ ذلك الحين بأنها "كلاسيكية فورية بلحنها المميز وكورسها الجذاب". 
وفقًا للمنتج المشارك فيل تشابمان، تم تسجيل الألبوم في استوديو كانت فتحات تكييف الهواء/التدفئة فيها في أعلى مكان التسجيل مباشرة. تنفجر الهواء من الفتحات إلى وجوه موظفي غرفة التحكم، لذلك غالبًا ما يرتدون النظارات الشمسية لحماية أعينهم. هارت، وهو يعمل على أغنية جديدة، بدأ في ارتجال كلمات تشمل عبارة "أرتدي نظارتي الشمسية في الليل".